# Сутинске Топлице
Сутинске Топлице су насељено место у општини Миховљан, Крапинско-загорска жупанија, Хрватска.

## Историја
До територијалне реорганизације у Хрватској биле су у саставу старе општине Златар-Бистрица.

## Становништво
У попису становништва из 2011. године, Сутинске Топлице нису имале становника.
| Број становника према пописима | Број становника према пописима | Број становника према пописима | Број становника према пописима | Број становника према пописима | Број становника према пописима | Број становника према пописима | Број становника према пописима | Број становника према пописима | Број становника према пописима | Број становника према пописима | Број становника према пописима | Број становника према пописима | Број становника према пописима | Број становника према пописима | Број становника према пописима |
| ------------------------------ | ------------------------------ | ------------------------------ | ------------------------------ | ------------------------------ | ------------------------------ | ------------------------------ | ------------------------------ | ------------------------------ | ------------------------------ | ------------------------------ | ------------------------------ | ------------------------------ | ------------------------------ | ------------------------------ | ------------------------------ |
| 1857                           | 1869                           | 1880                           | 1890                           | 1900                           | 1910                           | 1921                           | 1931                           | 1948                           | 1953                           | 1961                           | 1971                           | 1981                           | 1991                           | 2001                           | 2011                           |
| 0                              | 12                             | 0                              | 7                              | 4                              | 0                              | 30                             | 0                              | 4                              | 1                              | 0                              | 2                              | 0                              | 0                              | 0                              | 0                              |

Напомена: Од 1869. до 1948. исказивано под именом Сутинско. Године 1857. и 1880. подаци су садржани у насељу Велики Комор (Маче). Године 1910, 1931, 1961. и од 1981. без становника.